# Ролсхаузен
Ролсхаузен (њем. Rollshausen) општина је у њемачкој савезној држави Доња Саксонија. Једно је од 29 општинских средишта округа Гетинген. Према процјени из 2010. у општини је живјело 931 становника. Посједује регионалну шифру (AGS) 3152020.

## Географски и демографски подаци
Ролсхаузен се налази у савезној држави Доња Саксонија у округу Гетинген. Општина се налази на надморској висини од 160 метара. Површина општине износи 11,7 km². У самом мјесту је, према процјени из 2010. године, живјело 931 становника. Просјечна густина становништва износи 80 становника/km².